# My Generation: The Very Best of The Who
My Generation: The Very Best of The Who este una din multele compilații ale trupei The Who lansate de Polydor Records internațional și de MCA Records în Statele Unite . Include cântece din anii șaizeci și șaptezeci plus hitul din anii optzeci "You Better You Bet" .

## Tracklist
1. "I Can't Explain" (2:04)
2. "Anyway, Anyhow, Anywhere" ( Townshend/Roger Daltrey ) (2:40)
3. "My Generation" (3:18)
4. "Substitute" (3:47)
5. "I'm a Boy" (2:36)
6. "Boris The Spider" ( John Entwistle ) (2:27)
7. "Happy Jack" (2:11)
8. "Pictures of Lily" (2:45)
9. "I Can See for Miles" (4:21)
10. "Magic Bus" (3:15)
11. "Pinball Wizard" (3:00)
12. "The Seeker" (3:22)
13. "Baba O'Riley" (5:07)
14. "Won't Get Fooled Again" (8:32)
15. "Let's See Action" (4:02)
16. "5:15" (4:49)
17. "Join Together" (4:22)
18. "Squeeze Box" (2:40)
19. "Who Are You" (5:02)
20. "You Better You Bet" (5:37)

- Toate cântecele au fost scrise de Pete Townshend cu excepția celor notate

## Componență
- Roger Daltrey - voce principală
- John Entwistle - chitară bas , voce
- Kenney Jones - baterie , percuție pe "You Better You Bet"
- Keith Moon - baterie , percuție pe toate melodiile cu excepția la "You Better You Bet"
- Pete Townshend - chitară , sintetizator , claviaturi , voce